# Honda CB 550 Four-serie
De Honda CB 550-serie is een serie motorfietsen die Honda produceerde van 1974 tot en met 1979. De serie omvat het toermodel Honda CB 550 Four K en het sportmodel Honda CB 550 Four F.

## Voorgeschiedenis
Honda was al vroeg in de jaren zestig uitgegroeid tot de grootste producent van motorfietsen ter wereld. Dat was voor een belangrijk deel te danken aan de Zuidoost-Aziatische markt, waar de Super Cub populair was. Op de Amerikaanse en de Europese markt was het merk vooral actief geweest met lichte modellen, zoals de Honda Dream-serie. In de tweede helft van de jaren zestig verschenen de "CB"-series, vooral één en tweecilinders met als topmodel de Honda CB 450, tot in 1969 de spectaculaire Honda CB 750 viercilinder op de markt kwam. In 1971 verscheen de kleinere versie van de CB 750, de Honda CB 500 Four, die 50 pk leverde.

## CB 550 Four K en CB 550 Four F
In 1974 verscheen de CB 550 Four K, niet als opvolger maar als aanvulling naast de CB 500 Four, die gewoon in productie bleef. Zowel de Amerikaanse als de Europese importeurs namen de CB 550 Four in eerste instantie niet in hun programma op, omdat het vermogen gelijk was gebleven en men geen twee vergelijkbare machines wilde verkopen. Dat veranderde pas in juni 1975, toen de sportieve CB 550 Four F met vier-in-één-uitlaat op de markt kwam en de Amerikaanse en de Franse importeur overstag gingen. De CB 550 Four F sloot dan ook aan bij de Honda CB 750 F1 en de Honda CB 400 F, die dezelfde sportieve lijnen hadden. Pas in oktober 1975 beschikte motordealer Jan Keessen in Woubrugge over de eerste Nederlandse Honda CB 550 Four F, maar pas in juni 1977 verscheen de eerste test van een CB 550 Four K(3) in de Nederlandse bladen.

## 1974-1978, CB 550 Four K
De CB 550 Four die in 1974 op de markt kwam had weinig uiterlijke verschillen met de CB 500 Four. De boring was 2,5 mm groter geworden waardoor de cilinderinhoud op 544 cc kwam. De machine leverde nog steeds 50 pk, maar niet meer bij 9.000 tpm maar al bij 8.500 tpm. Er waren echter nog meer zaken gewijzigd: de morsekettingtandwielen van de primaire aandrijving waren groter, de koppeling was vernieuwd en de versnellingsbak aangepast, zodat het schakelen soepeler verliep.

### Motor
De motor was een luchtgekoelde, dwarsgeplaatste viercilinderlijnmotor met een enkele bovenliggende nokkenas en twee kleppen per cilinder. De nokkenas werd aangedreven door een ketting tussen de middelste cilinders. De krukas was vijf maal gelagerd. De motor had een wet-sump-smeersysteem waarbij het oliefilter als een grote bult voorzien van koelribben tussen de middelste uitlaten zat. De brandstofvoorziening werd verzorgd door vier Keihin 22mm-carburateurs. De ontsteking werd verzorgd via contactpuntjes en een condensator. De machine had een elektrische startmotor, maar - zoals in die tijd nog gebruikelijk - ook een kickstarter. Om die te gebruiken moest de rechter voetsteun opgeklapt worden.

### Aandrijving
Vanaf de krukas werd de meervoudige natte platenkoppeling aangedreven door een morseketting. De machine had vijf versnellingen en het achterwiel werd aangedreven door een ketting, die vrijwel geheel in de buitenlucht lag. Dat was een van de kritiekpunten die ook voor andere Honda's golden: de ketting vervuilde zelf en vervuilde ook de achtervelg en de achterband.

### Rijwielgedeelte
Het frame was een dubbel wiegframe waarbij het onderste deel uit buizen bestond, maar het bovenste deel uit tot buizen gepuntlaste plaatdelen. Bij het balhoofd was het frame verstevigd met een extra diagonaal naar de bovenbuis. Het achterframe was aan het hoofdframe gelast. De voorvering werd verzorgd door een hydraulische gedempte telescoopvork, achter zat een swingarm met twee hydraulisch gedempte veer/demperelementen. Het voorwiel mat 19 inch, het achterwiel 18 inch.

### 1974, CB 550 Four K0
De eerste versie, de CB 550 Four K0 uit 1974 werd geleverd in Flake Sunrise Orange, Boss Maroon Metallic en Freedom Green Metallic, steeds gecombineerd met zwart, dat terugkwam in de tankflanken. Het uitlaatsysteem was vier-in-vier, met twee uitlaatdempers aan de linkerkant en twee aan de rechterkant.

### 1975, CB 550 Four K1
In 1975 waren de zwarte vlakken op de tank veel kleiner en ze waren omrand met een goudkleurige bies. De hoofdkleuren waren Candy Jade Green en Flake Sunrise Orange. De achtergronden van de snelheidsmeter en de toerenteller waren donkergroen.

### 1976, CB 550 Four K2
In 1976 werd de hoofdkleur Candy Garnet Brown, dat veel leek op de kleur Flake Sunrise Orange van het jaar ervoor, waardoor het verschil moeilijk te zien was. De biezen op de tank waren goud en zwart. Het instrumentenpaneel kreeg een lichtgroene achtergrond.

### 1977, CB 550 Four K3
De CB 550 Four K3 uit 1977 was zwart (Excel Black) met een brede rode bies op de tank, met een dunne goudkleurige bies. Op de zijdeksels stond in goudkleurige letters en cijfers "550 Four K". Hoewel er ook al enkele K2's op de markt waren, werd de CB 550 Four K3 in Nederland beschouwd als de opvolger van de CB 500 Four, die uit productie ging.

### 1978-1979, CB 550 Four K4
Deze laatste versie van de CB 550 Four K bleef tot 1979 in productie en werd geleverd in Candy Alpha Red en zwart. De tankbiezen waren rood met een klein goudkleurig biesje. Op de zijdeksels stond in goudkleur "CB 550" en daaronder de "K". Het duozadel was getrapt.

## 1975-1977, CB 550 Four F
De Honda CB 750 Four F was de sportversie van de CB 550, maar dat kwam alleen door het sportieve uiterlijk. De CB 550 Four F werd geleverd zonder biezen en zag er daardoor veel eenvoudiger uit dan de "K"-versie. Onder het Honda-logo op de tank stond "Super Sport", zoals dat ook bij de Honda CB 750 F1 het geval was en ook het vier-in-één-uitlaatsysteem kwam overeen met de 750 F1. Het kwam vanaf vier uitlaatspruitstukken samen in één demper aan de rechterkant, waarbij vooral de twee linker uitlaatbochten nogal scherp naar rechts gingen om het luchtgekoelde oliefiliter bereikbaar te houden.

### 1975, CB 550 Four F0
De CB 550 Four F0 uit 1975 werd geleverd in twee kleuren: Candy Sapphire Blue en Flake Sunrise Orange. De achtergrondplaten van de tellers waren donkergroen.

### 1976, CB 550 Four F1
De CB 550 Four F1 werd geleverd in Flake Sapphire Blue en Shiny Orange. . De achtergrondplaten van de tellers waren lichtgroen.

### 1977, CB 550 Four F2
De CB 550 Four F2 werd geleverd in Candy Sword Blue en Candy Presto Red. Er was nu toch weer een brede tankbies aangebracht, in goudkleur. De achtergrondplaten van de tellers waren donkerblauw. De voorvorkrubbers waren nu verdwenen.